# Antocha lindneri
Antocha lindneri är en tvåvingeart som först beskrevs av Nielsen 1963.  Antocha lindneri ingår i släktet Antocha och familjen småharkrankar.
Artens utbredningsområde är Afghanistan. Inga underarter finns listade i Catalogue of Life.